# Echinus gilchristi
Espèce
Echinus gilchristi est une espèce d'oursins de la famille des Echinidae.

## Description
C'est un oursin régulier de forme sphérique, avec des radioles primaires (piquants les plus longs) clairsemées, blanches, coniques, courtes et pointues, surplombant un tapis de radioles secondaires courtes et serrées, blanchâtres ou jaunâtres, laissant voir les cinq doubles rangées de podia blancs translucides. Le test (coquille) peut atteindre un diamètre d'une dizaine de centimètres.

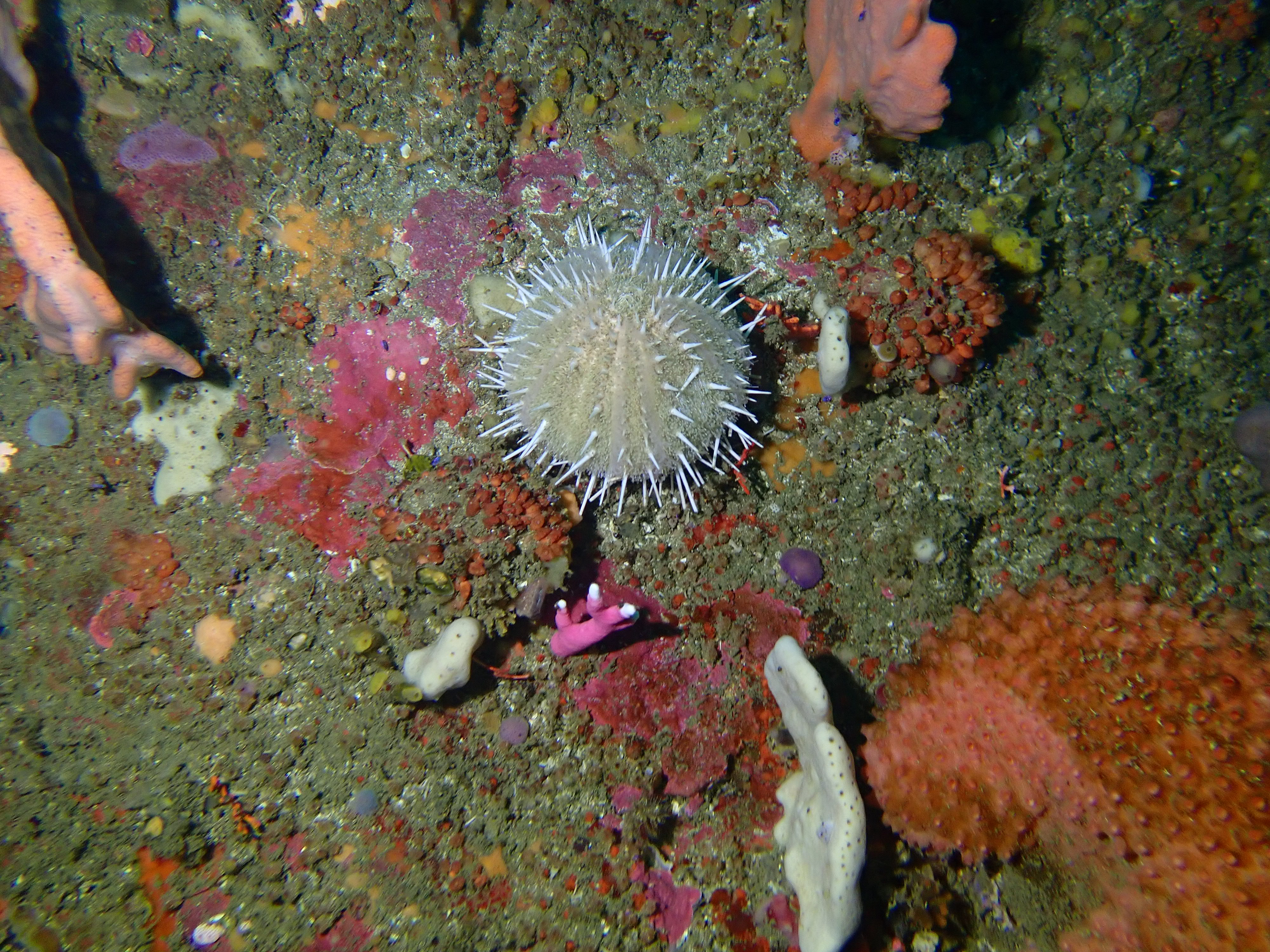
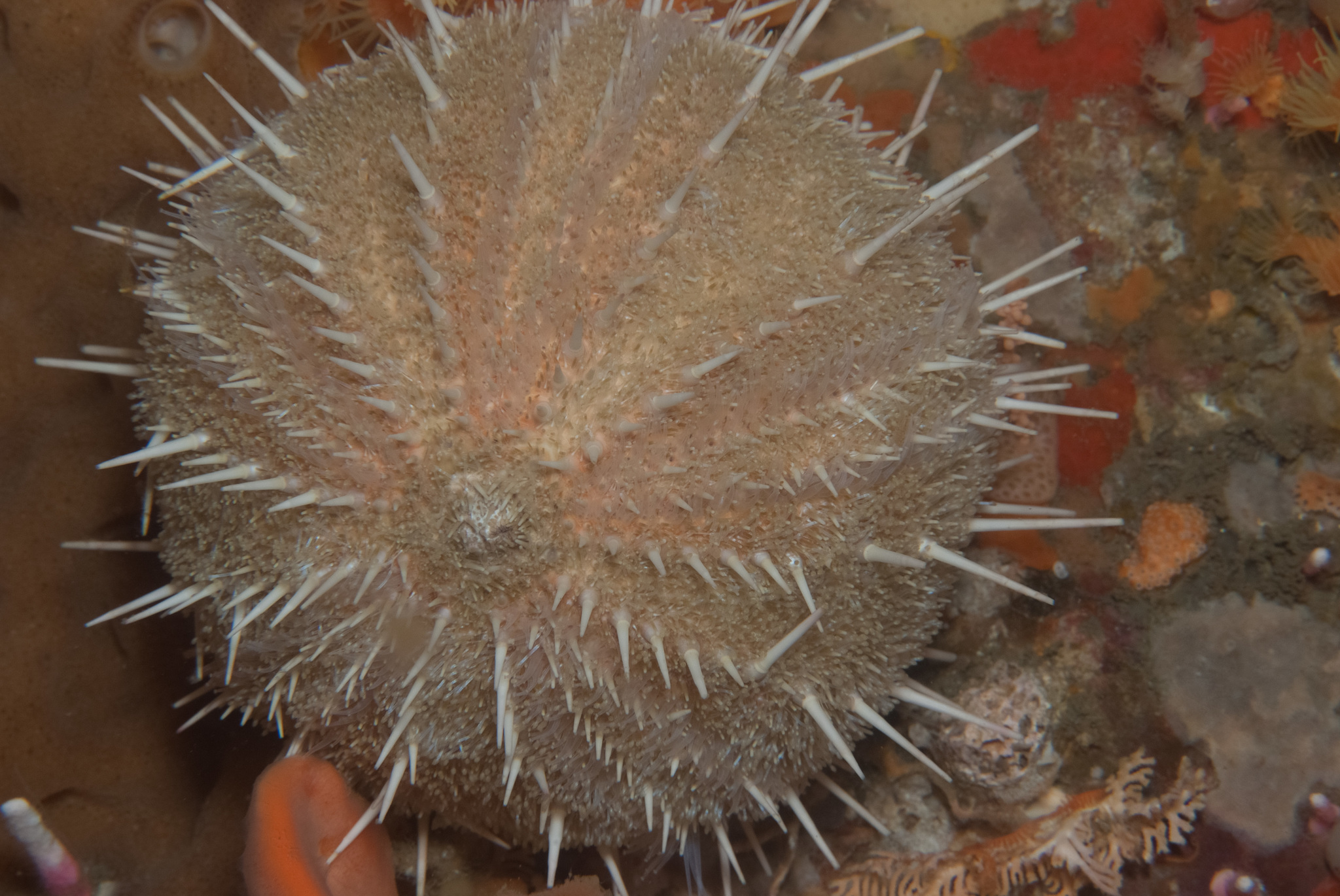
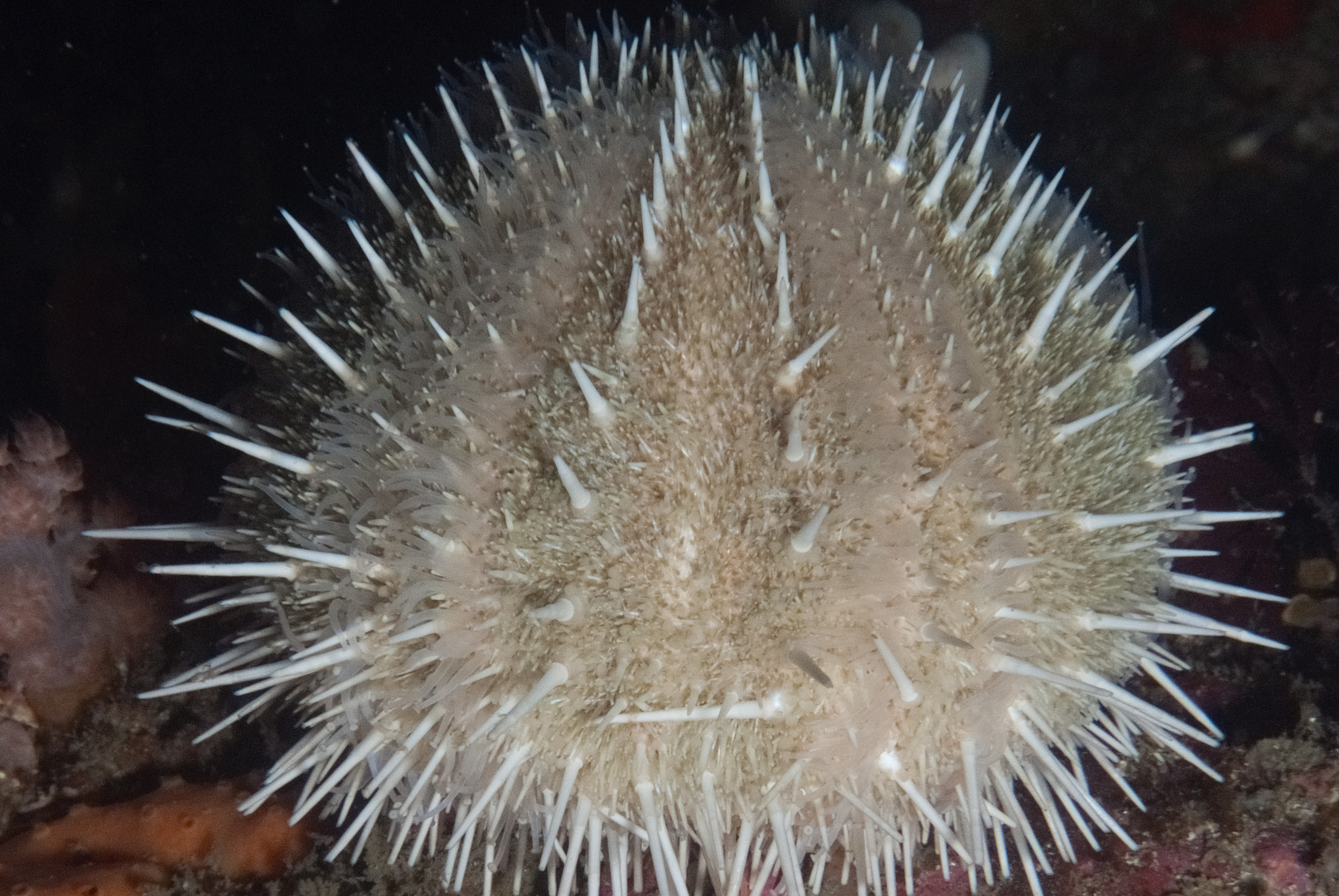

## Habitat et répartition
Cet oursin habite entre une cinquantaine de mètres et plus de 500 m de profondeur, au large de l'Afrique du Sud,.

## Écologie et comportement
Avec son appareil masticateur situé sur la face inférieure (appelé « lanterne d'Aristote »), il broute le substrat avec un régime très omnivore : éponges, débris, charognes, animaux sessiles…
La reproduction est gonochorique, et mâles et femelles relâchent leurs gamètes en même temps en pleine eau, où les œufs puis les larves vont évoluer parmi le plancton pendant quelques semaines avant de se fixer.